# Mozaičar
Mozaičar ali mozaicist je umetnik, ki ustvarja in izdeluje mozaike. Pod svoja dela so se podpisali številni starodavni mozaičarji.
V baziliki sv. Petra v Vatikanu je na vzdrževalnih delih stalno zaposlenih osem mozaičarjev. Po lastnih navedbah se v Madabi v Jordaniji nahaja edina šola za oblikovanje mozaikov na svetu.

## Znani mozaičarji
- Asklepiades (antika)
- Alexander Friedrich (1895–1968), jedkar in kipar v lesu
- Carl Roesch (1884–1979), švicarski slikar
- Olga Waldschmidt (1898–1972), nemška kiparka

## Znane mozaičarske delavnice
- Mayer'sche Hofkunstanstalt
- Puhl & Wagner
- Renska mozaičarska delavnica